# 拉莫娜·特蕾西娅·霍夫迈斯特
拉莫娜·特蕾西娅·霍夫迈斯特（德語：Ramona Theresia Hofmeister，1996年3月28日—），德国女子单板滑雪运动员。她曾代表德国参加2018年和2022年冬季奥林匹克运动会单板滑雪比赛，获得一枚铜牌。